# Metropolia jarosławska
Metropolia jarosławska – jedna z metropolii Rosyjskiego Kościoła Prawosławnego. W jej skład wchodzą trzy eparchie: eparchia jarosławska, eparchia rybińska oraz eparchia peresławska.
Erygowana przez Święty Synod Rosyjskiego Kościoła Prawosławnego w marcu 2012. Jej pierwszym ordynariuszem został metropolita jarosławski i rostowski Pantelejmon (Dołganow). Terytorium administratury pokrywa się z terenem obwodu jarosławskiego. Obecnym (od 26 grudnia 2019 r.) zwierzchnikiem administratury jest metropolita Wadim (Łaziebny).